# Gongropteryx
Gongropteryx is een geslacht van vlinders van de familie spanners (Geometridae), uit de onderfamilie Ennominae.

## Soorten
- G. anthracina Herbulot, 1973
- G. fasciata (Holland, 1893)
- G. moscata Bryk, 1913
- G. negrina Bryk, 1913